# Konoe Masaie
Konoe Masaie (近衛 政家, 1444 – 1505), foi filho de Fusatsugu,  foi um nobre do período Muromachi da história do Japão.   Pertencia ao ramo Konoe do Clã Fujiwara e se tornou Daijō Daijin entre 1488 e 1490. Hisamichi foi seu fillho.

## Biografia
Com a morte de seu irmão Norimoto, em 1462, Masaie assumiu o papel principal na família, entrando para a corte imperial com a patente jusanmi (funcionário da corte de terceiro escalão júnior) em 1463, depois promovido a posição de shōsanmi (terceiro escalão sênior) em 1465 e junii (segundo escalão júnior) em 1462. Foi nomeado dainagon em 1467 e ascendeu ao posto shōnii (segundo escalão sênior) em 1472.
Em 1475,  Masaie foi nomeado naidaijin e promovido a udaijin no ano seguinte. Em 1479, foi promovido a Sadaijin (até 1481) e nomeado kampaku (regente) do imperador Go-Tsuchimikado (até 1483).  Também em 1479, foi promovido ao posto juichii (primeiro escalão júnior) e tornou-se líder do clã Fujiwara. Em 1488, ele assumiu o cargo de Daijō Daijin até 1490, quando renunciou. 
Em 1497, abandonou seus cargos na corte e se tornou um monge e junsangō no templo budista de Kofuku-ji assumindo o nome de Daishōin, onde permaneceu até sua morte em 20 de julho de 1505.